# Dalaman
Dalaman este un district, precum și orașul central al acelui district, situat pe coasta de sud-vest a Turciei, în provincia Muğla.